# VR Sr2
De Sr2, afgeleid van de Zwitserse serie lok 2000, ook wel Alpine Rose genoemd is een elektrische universeel locomotief voor het goederenvervoer en het personenvervoer van de VR-Yhtymä (VR).

## Geschiedenis
Toen in 1992 de VR-Yhtymä Oy (VR) een openbare aanbesteding uitschreef werd in oktober 2000 een bestelling voor 20 locomotieven van een nieuw type geplaatst bij de ABB Groep waaronder de Schweizerische Lokomotiv- und Maschinenfabrik (SLM). Vervolgens werden er nog 26 locomotieven besteld.
De eerste twee locomotieven, nummers 3201 en 3202, werden in 1995 geleverd. Deze locomotieven werden eerst gebruikt voor high-speed testritten treinen tussen Helsinki en Oulu. De aflevering van totaal 46 locomotieven werd in 2003 voltooid.

## Constructie en techniek
De locomotieven zijn opgebouwd met een lichtstalen frame en frontdelen van GVK. De locomotief is voorzien van GTO thyristor-gestuurde driefasige asynchrone motoren. De techniek van deze locomotief is afgeleid van de in 1989 ontwikkelde locomotieven voor de SBB van het type Re 450.
De locomotieven zijn naast de buffers voorzien van automatische koppelingen.

### Nummers
De locomotieven werden door VR-Yhtymä Oy als volgt genummerd:
- 3201 - 3220
- 3221 - 3240
- 3241 - 3246

## Treindiensten
Deze locomotieven worden VR-Yhtymä Oy ingezet in het goederenvervoer en in de Intercity treinen op de volgende trajecten: